# Liste der Gefäßpflanzen Deutschlands/D
- Dickblatt, Moos- (Crassula tillaea) - Familie: Crassulaceae
- Dickblatt, Wasser- (Crassula aquatica) - Familie: Crassulaceae
- Dingel, Violetter (Limodorum abortivum) - Familie: Orchidaceae
- Diptam (Dictamnus albus) - Familie: Rutaceae
- Distel, Berg- (Carduus defloratus) - Familie: Asteraceae
- Distel, Kletten- (Carduus personata) - Familie: Asteraceae
- Distel, Krause (Carduus crispus) - Familie: Asteraceae
- Distel, Nickende (Carduus nutans) - Familie: Asteraceae
- Distel, Weg- (Carduus acanthoides) - Familie: Asteraceae
- Doppelährengras, Gewöhnliches (Beckmannia syzigachne) - Familie: Poaceae
- Doppelsame, Mauer- (Diplotaxis muralis) - Familie: Brassicaceae
- Doppelsame, Ruten- (Diplotaxis viminea) - Familie: Brassicaceae
- Doppelsame, Schmalblättriger (Diplotaxis tenuifolia) - Familie: Brassicaceae
- Dornfarn, Breitblättriger (Dryopteris dilatata) - Familie:Dryopteridaceae
- Dornfarn, Dewevers' (Dryopteris x deweveri (Dryopteris carthusiana x D. dilatata)) - Familie: Dryopteridaceae
- Dornfarn, Entferntfiedriger (Dryopteris remota) - Familie:Dryopteridaceae
- Dornfarn, Feingliedriger (Dryopteris expansa) - Familie: Dryopteridaceae
- Dornfarn, Gewöhnlicher (Dryopteris carthusiana) - Familie: Dryopteridaceae
- Dornfarn, Sarvelas' (Dryopteris x sarvelae (Dryopteris carthusiana x D. expansa)) - Familie: Dryopteridaceae
- Dornmelde, Rauhaarige (Bassia hirsuta) - Familie: Chenopodiaceae
- Dost, Gewöhnlicher (Origanum vulgare) - Familie: Lamiaceae
- Drachenkopf, Nordischer (Dracocephalum ruyschiana) - Familie: Lamiaceae
- Drachenmaul, Pyrenäen- (Horminum pyrenaicum) - Familie: Lamiaceae
- Drehwurz, Herbst- (Spiranthes spiralis) - Familie: Orchidaceae
- Drehwurz, Sommer- (Spiranthes aestivalis) - Familie: Orchidaceae
- Dreizack, Strand- (Triglochin maritimum) - Familie: Juncaginaceae
- Dreizack, Sumpf- (Triglochin palustre) - Familie: Juncaginaceae
- Dreizahn (Danthonia decumbens) - Familie: Poaceae
- Dünnschwanz, Gekrümmter (Parapholis strigosa) - Familie: Poaceae
- Dünnschwingel, Kies- (Micropyrum tenellum) - Familie: Poaceae
- Dürrwurz (Inula conyzae) - Familie: Asteraceae